# 75 (číslo)
Sedmdesát pět je přirozené číslo. Následuje po číslu sedmdesát čtyři a předchází číslu sedmdesát šest. Řadová číslovka je sedmdesátý pátý nebo pětasedmdesátý. Římskými číslicemi se zapisuje LXXV.

## Matematika
75 je:
- počet procent odpovídající třem čtvrtinám celku
- deficientní číslo
- nešťastné číslo
- příznivé číslo.

## Chemie
- 75 je atomové číslo rhenia, neutronové číslo druhého nejběžnějšího izotopu xenonu a nukleonové číslo jediného přírodního izotopu arsenu.[1]

## Kosmonautika
- STS-75 byla devatenáctá mise raketoplánu Columbia. Celkem se jednalo o 74. misi raketoplánu do vesmíru.

## Roky
- 75
- 75 př. n. l.
- 1975